# Johann Peter Brinckmann
Johann Peter Brinckmann (* 13. Juni 1746 in Orsoy; † 26. Juni 1785 in Sankt Petersburg) war ein deutscher Mediziner.

## Leben
Brinckmann war mit Anna Maria Dorothea Gertrud Günther (* 1744) verheiratet. Sein Schwager war der Mediziner und Hochschullehrer Daniel Erhard Günther.
Er studierte in Duisburg, Göttingen und Leiden und wurde dort 1765 promoviert. Später war er praktizierender Arzt in Kleve und Düsseldorf. Anschließend wurde er Medizinalrat und Leibarzt des Jülich-Bergischen Fürstenhauses und insbesondere des Großfürsten Paul von Russland. Besondere Bedeutung erlangte er für seine Bemühungen die hygienischen Gegebenheiten zu verbessern. Verheiratet war er mit Gertrude Günther aus Solingen. Die Tochter Marie Luise (1776–1845) heiratete 1796 Georg Arnold Jacobi, Geheimer Regierungsrat in Pempelfort, Sohn des Friedrich Heinrich Jacobi.

## Werke
- Anweisung für Aerzte und Wundärzte, um bei gerichtlichen Untersuchungen vollständige Visa reperta zu liefern. - 2., verm. Aufl. - Düsseldorf : Dänzer, 1791. Digitalisierte Ausgabe der Universitäts- und Landesbibliothek Düsseldorf
- Beweis der Möglichkeit, daß einige Leute lebendig können begraben werden. - Düsseldorf ; Cleve ; Leipzig : Baerstecher, 1772 Digitalisierte Ausgabe
- Beyträge zu einer neuen Theorie der Gährungen. - Düsseldorf u. a. : Baerstecher, 1774. Digitalisierte Ausgabe
- Brief über die Würkung des Blattereiters bey der Inoculation. - Düsseldorf : Neue Buchh, 1774. Digitalisierte Ausgabe
- Johann Pet. Brinckmanns Bemerkung über die neuerdings vorgeschlagene, und an einer Kreissenden verrichtete Operation der Durchschneidung der Symphyse der [...]. - Düsseldorf : Bauer, 1778. Digitalisierte Ausgabe
- Patriotische Vorschläge zur Verbesserung der chirurgischen Anstalten und Verhütung des Einreissens der Epidemien bei den Armeen. - Düsseldorf : Verl. der Akad. Kunst und Buchh, 1780. Digitalisierte Ausgabe
- Patriotische Vorschläge zur Verbesserung der Medicinal-Anstalten hauptsächlich der Wundarznei und Hebammenkunst auf dem platten Lande. - Düsseldorf : Stahl, 1778. Digitalisierte Ausgabe
- Philosophische Betrachtungen eines Christen über Toleranz in Religion, zur Grundlage der Vereinigung sämmtlicher Religionen. - Frankfurt ; Leipzig i.e. Düsseldorf, 1780. Digitalisierte Ausgabe
- Vergleichung der Erziehung der Alten mit der heutigen, und Untersuchung welche von beiden mit der Natur am meisten übereinstimme. - Deßau ; Leipzig : Buchh. der Gelerten [!], 1784. Digitalisierte Ausgabe